# Capella de Santa Esperança
La Capella de Santa Esperança és un oratori a la ciutat de Granollers (Vallès Oriental) protegida com a bé cultural d'interès local. Es tracta d'una construcció edificada entre mitgeres sobre el corredor de Sant Roc, amb volta rebaixada, una gran obertura a dues vessants al pis, i amb presència d'un campanar d'espadanya i un retaule senzill amb un matxó per banda. Segueix la tipologia de les capelles dels portals de la muralla: un sol pis de planta rectangular amb un senzill altar. Un gran arc rodó, que dona a l'exterior, permetria seguir les cerimònies des del carrer estant.
Construïda al portal del seu nom, amb sortida al camí de Barcelona, s'enderrocà el 1853 a conseqüència del progressiu enrunament de les muralles, per tornar a refer-se al costat. "Així, veiem que, en les noves construccions, per exigències dels propietaris limítrofs amb dites capelles, són muntades unes voltes a costa de servituds tal com en la capella de Santa Esperança, que s'autoritza a Jaume Rovira per a enderrocar la torrassa que serveix de basament a la capella per a aprofitar la pedra i el lloc que ocupa la mateixa amb l'obligació de construir-la de bell nou per mitjà d'un arc sobre el corredor que va a Sant Roc, tenint la fondària que té avui l'escala, o sigui tota l'amplada de la casa que es construirà. L'escala l'haurà de fer dins del lloc que ocupa la torre podent fer la porta al corredor: i l'arc recolzat entre la casa Rovira, la d'en Ramón Vallgonesta, de la qual el propietari accedeix a l'esmentada càrrega de l'arc reservant-se però, el dret a fer obertures sempre que els convingui" (A. Canal)